# Agelanthus transvaalensis
Agelanthus transvaalensis är en tvåhjärtbladig växtart som först beskrevs av Thomas Archibald Sprague, och fick sitt nu gällande namn av R.M. Polhill & D. Wiens. Agelanthus transvaalensis ingår i släktet Agelanthus och familjen Loranthaceae. Inga underarter finns listade i Catalogue of Life.